# Ouaougoulzat
L’Ouaougoulzat est une montagne qui se dresse dans le Haut Atlas central du Maroc. Elle s'élève à une altitude de 3 770 mètres.